# Giovanni Brunero

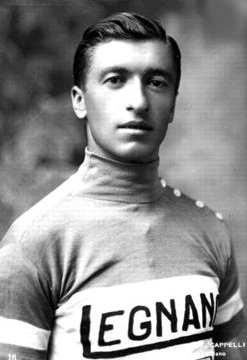
Giovanni Brunero, um 1920

Giovanni Brunero, eigentlich Giovanni Giuseppe Brunero (* 4. Oktober 1895 in San Maurizio Canavese; † 23. November 1934 in Cirié), war ein italienischer Radrennfahrer. Seine größten Erfolge waren 1921, 1922 und 1926 der Gewinn der Gesamtwertung des Giro d’Italia.

## Leben
Giovanni Brunero wurde San Maurizio Canavese nahe Turin geboren. 1919 gewann er die Coppa del Re. Seine Profikarriere begann er 1920. In den nachfolgenden sechs Jahren gewann er zahlreiche Radrennwettbewerbe und wurde unter anderem auch italienischer Jugendmeister. Er verstarb 1934 im Alter von 39 Jahren in Cirié bei Turin.

## Palmarès
- Etappen beim Giro d’Italia (1921, 1922 (3), 1925, 1926 (2) und 1927)
- Gesamtsieg Giro d’Italia (1921, 1922 und 1926)
- Etappe bei der Tour de France 1924
- Mailand–Sanremo (1922)
- Lombardei-Rundfahrt (1923 und 1924)
- Giro dell’Emilia (1920)
- Giro della Romagna (1923)
- Giro del Piemonte (1921)

## Teams
- 1919–1927: Legnano
- 1928: Wolsit
- 1929: Legnano